# 二子山 (神奈川県箱根町)
二子山（ふたごやま）は、神奈川県足柄下郡箱根町にある、標高1,099mの火山である。

## 概要
当山は箱根火山のカルデラ内の南東側に位置し、約5,000年前の噴火で形成された溶岩ドームである。箱根駒ヶ岳、神山、台ヶ岳などとともに中央火口丘を構成する。その名のとおり、双生児のように二つの峰が並んでおり、北側が上二子山1,099m、南側が下二子山1,065mとなる。
小田原方面から元箱根に向かう際には、国道1号はこの山の北側を、箱根旧道は南側を通ることとなる。
上二子山の山頂部には、NTT東日本やNTTドコモの二子山無線中継所があり、箱根の西側にある鞍掛山無線中継所とともに、東京方面と東海地方を結ぶ無線中継網の重要な拠点となっている。
正月の箱根駅伝の際などは二子山無線中継所がTV放送の拠点となり、毎年紹介されている。現在は自然保護のため、一般の入山は禁止されている。

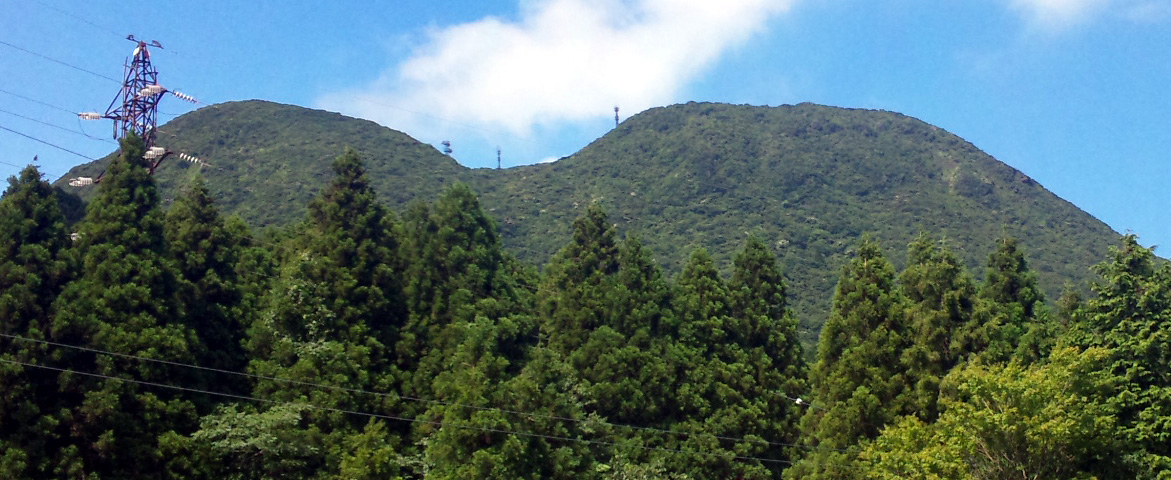
南南西から見た上二子山
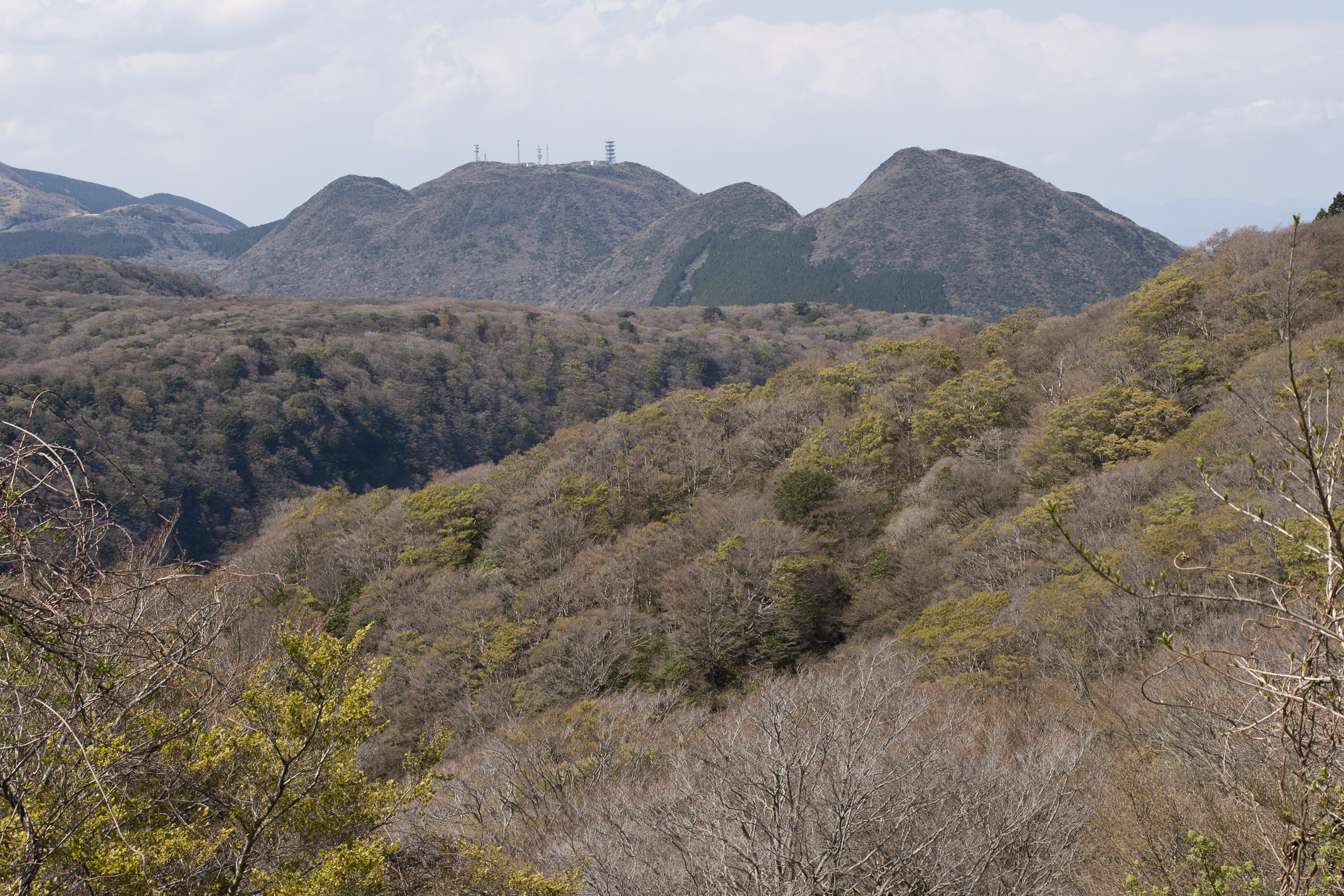
南から

## 映像作品での登場
特撮テレビドラマ『ウルトラセブン』の劇中において、地球防衛軍極東基地のウルトラホーク1号の発進口となる山も二子山と呼ばれるが、地球防衛軍極東基地は静岡県の富士山麓という設定であり、この二子山ではない。
アニメ『新世紀エヴァンゲリオン』のヤシマ作戦では、この二子山に要塞が築かれる設定となっており、使徒の攻撃により山の半分が蒸発した。